# Rossauer Lände (métro de Vienne)
 (mars 2025).
Roßauer Lände est une station de la ligne U4 du métro de Vienne. Située dans le quartier d'Alsergrund, elle a ouvert en 1978.
Si on compte la distance en station de métro, Rossauer Lände est une des stations de métro les plus centrales de Vienne : 

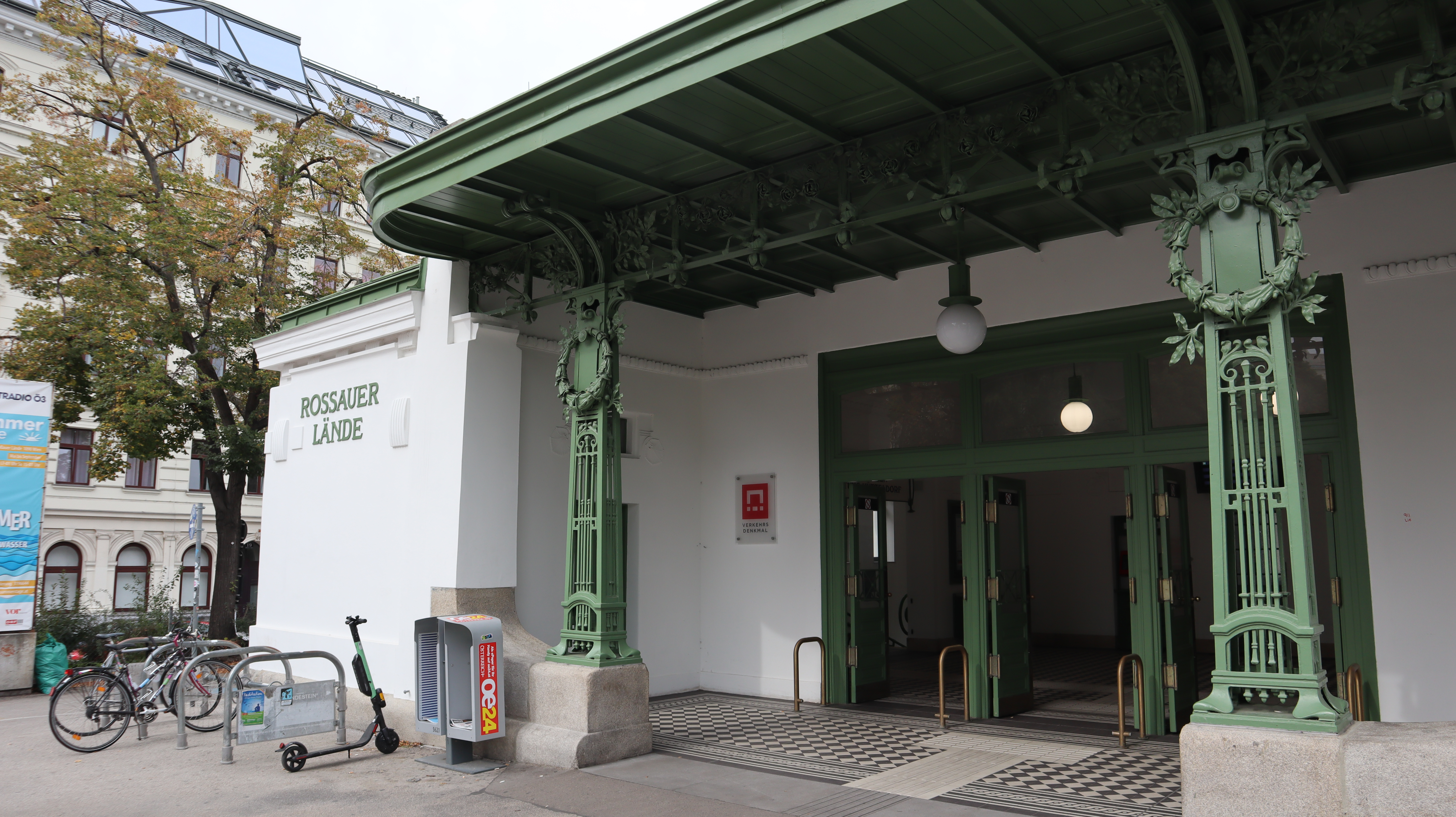
Vue extérieure

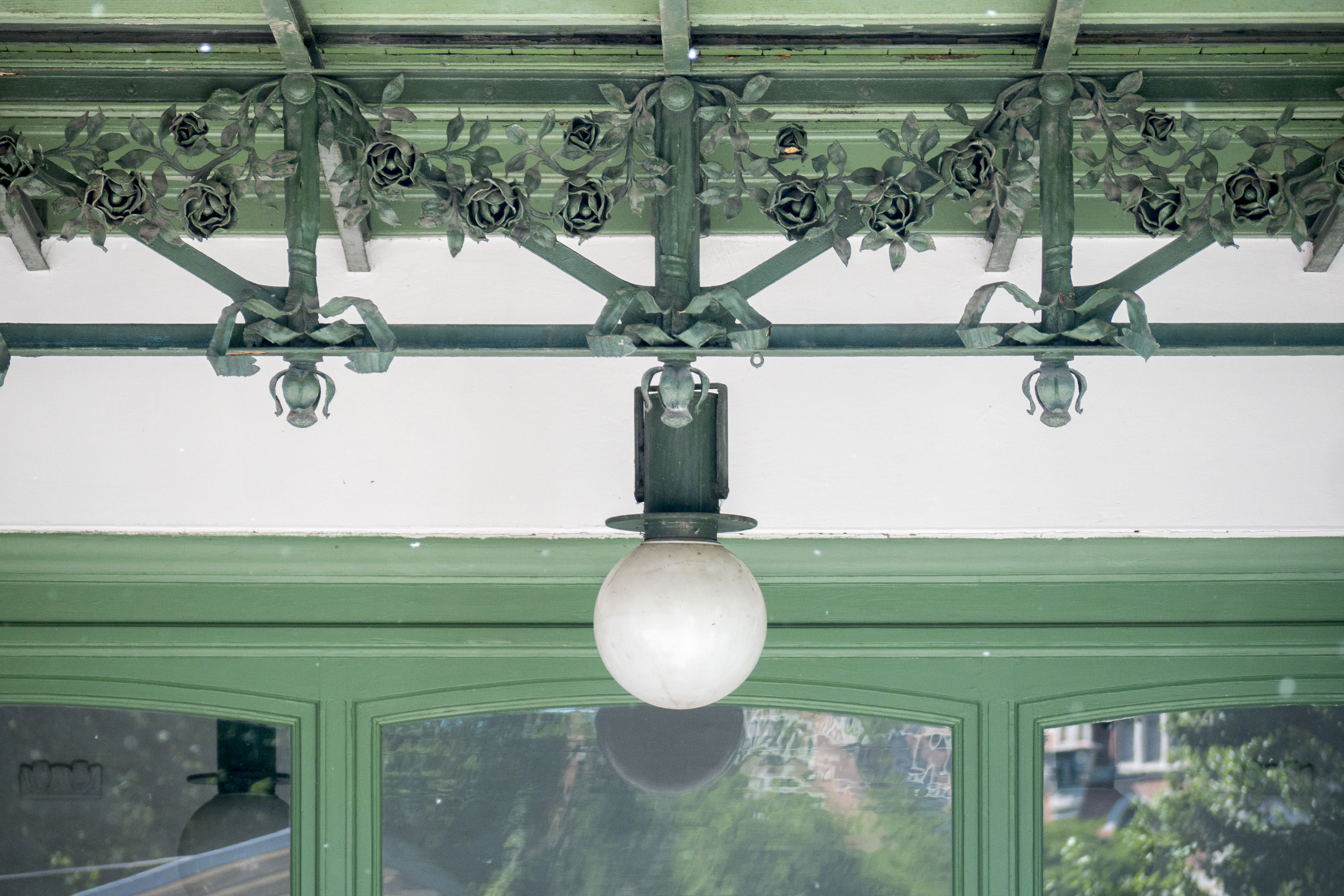
Détails

Distance jusqu'à la ligne U1 = 2 stations 
Distance jusqu'à la ligne U2 = 1 station
Distance jusqu'à la ligne U3 = 3 stations
Distance jusqu'à la ligne U6 = 2 stations
Total = 8 stations

## Historique
La gare de style Art nouveau a été conçue par l'architecte Otto Wagner, elle a été construite en 1900 et ouverte en 1901. La ligne a été électrifiée dans les années 1920.